# Svarttjärnen (Särna socken, Dalarna, 684349-137150)
Svarttjärnen är en sjö i Älvdalens kommun i Dalarna och ingår i Dalälvens huvudavrinningsområde.